# Leopold Kaufmann

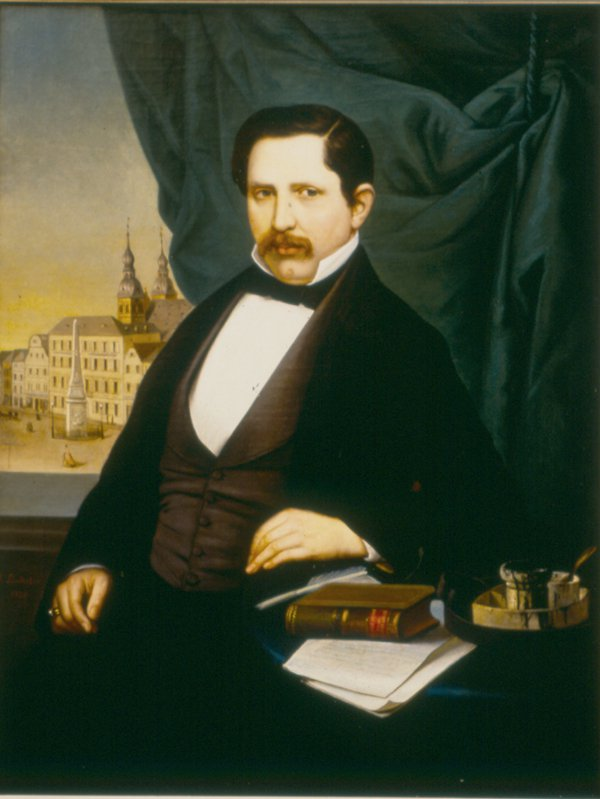
Leopold Kaufmann, 1860

Leopold Ernst Kaufmann (auch Kauffmann; * 13. März 1821 in Bonn; † 27. Februar 1898 ebenda) war vom Mai 1850 bis März 1851 vertretungsweise Landrat im Landkreis Zell (Mosel) und von 1851 bis 1875 Oberbürgermeister von Bonn.

## Leben
Kaufmann war ein Sohn des Beamten Franz Wilhelm August Nepomuk Kaufmann und seiner Ehefrau Maria Josefine Maximiliane von Pelzer. Einer seiner Brüder war Alexander Kaufmann.
Er stammte aus einer angesehenen Bonner Familie, deren Vorfahren in der Stadt und im Kölner Kurstaat wichtige Ämter bekleidet hatten. Als Kind bekam er Musikunterricht von Johanna Kinkel und wirkte in ihren Musikkränzchen mit. Während seines Studiums wurde er 1843 Mitglied der Burschenschaft Fridericia Bonn. Nach Abschluss eines Jurastudiums an der Bonner Universität war er zuerst als Regierungsbeschäftigter in Konstanz tätig. Darauf folgte eine Zeit als Landrat und kommissarischer Bürgermeister in Koblenz. Später war er Landrat des Kreises Zell an der Mosel und wurde schließlich im Oktober 1850 zum Bürgermeister von Bonn gewählt. Er trat das Amt im Mai 1851 an. 1859 erhielt er den Titel des Oberbürgermeisters. Das Amt hatte er bis 1875 inne. Er zeigte besonders viel Initiative zur Verschönerung der Stadt. Auf ihn geht die Sanierung der Rheinfront mit Bau der Rheinpromenade zurück. Er erwarb 1859 für die Stadt ein Theatergebäude und schaffte die Stelle eines besoldeten Musikdirektors. Kaufmann sorgte für den Bau der Kanalisation und die Pflasterung der Straßen.
Besondere Verdienste hat er sich um die Restaurierung des Bonner Münsters erworben.
Kaufmann war Mitglied des Preußischen Herrenhauses und Verfasser einiger kunsthistorischer Schriften. Seine Begegnungen mit dem jungen Martin Spahn hinterließen bei diesem einen nachhaltigen Eindruck.
Sein Grab befindet sich auf dem Bonner Alten Friedhof. Seit 1902 ist nach ihm im Ortsteil Endenich die Kaufmannstraße benannt.

## Werke
- Bilder aus dem Rheinland: culturgeschichtliche Skizzen. Bachem, Köln 1884 (Digitalisat)